# 王泰階
王 泰階（おう たいかい、Wan Taijie、1830年 - 1870年）は、清末のイ族の反乱の指導者の一人。漢民族。
四川省峨眉山出身。李学東とともに太平天国の乱に参加し、石達開の部隊に属し文書を担当したが、戦闘で負傷し離脱した。傷が癒えた後、雲南省の哀牢山地区に入り、李文学の蜂起に参加して参軍に任命された。鉱山を開くこと、火薬を生産すること、田以正の蜂起軍と連合することなどの政略や軍略を説いた。1860年、他郎などの地を攻略した。1870年、他郎の通関哨で清軍・土司との交戦中に負傷し、死亡した。